# Edicson Ruiz
Edicson Ruiz (nacido el 11 de mayo de 1985 en Caracas, Venezuela) es un contrabajista venezolano.

## Biografía
Edicson Ruiz, nacido en 1985, toca el contrabajo desde los once años de edad. Sus maestros y mentores han sido Félix Petit, Janne Saksala y Klaus Stoll (los dos últimos en la Academia Orquestal de la Filarmónica de Berlín). Edicson tocó por primera vez en una orquesta dentro del marco de "El Sistema" fundado por el Dr. José Antonio Abreu, cuyo nombre oficial es "Fundación del Estado para el Sistema Nacional de Orquestas Juveniles e Infantiles de Venezuela" (FESNOJIV).
A la edad de quince años, Edicson se convirtió en el laureado más joven en la historia de la Sociedad Internacional de Contrabajistas (International Society of Bassists) al ganar el primer premio en el concurso de esta Sociedad, que tuvo lugar en Indianápolis (EE. UU.).
Apenas dos años más tarde, Edicson fue elegido por concurso como miembro del grupo de contrabajos de la Filarmónica de Berlín, convirtiéndose así no solo en el primer músico hispanoamericano de esta orquesta, sino también en el miembro más joven en toda su historia. Con la Filarmónica de Berlín ha tocado por ejemplo en los Festivales de Pascua y de Verano en Salzburgo, el Festival de Berlín (Berliner Festwochen) así como en ciudades tan lejanas como Nueva York, Edimburgo, Pekín, Tokio, Seoul, entre otras.
Edicson es además un solista activo que da anualmente recitales en la Philharmonie de Berlín y el Festival de Locarno, toca con orquestas en todo el mundo. Ha grabado en vivo para emisoras de radio y televisión en Europa, América del Norte y Venezuela. Es miembro del Sexteto de Contrabajos de la Filarmónica de Berlín y enseña dentro del marco del proyecto educacional "zukunft@BPhil".
Entre las obras escritas para él se puede mencionar "D K Son", "Escenas del Sur" para Viola y Contrabajo, y "Boves y Bolivar" para Bajo cantante, Contrabajo y piano de Efrain Oscher así como los conciertos para contrabajo del venezolano Paul Desenne y del compositor mexicano Arturo Pantaleón.
El gobierno venezolano ha distinguido a Edicson Ruiz en 2002 con la Orden José Félix Ribas por una "juventud ejemplar". Un año más tarde fue seleccionado como uno de los Diez Jóvenes Sobresalientes de Venezuela por la Junior Chamber International.
Edicson Ruiz estudia privadamente con el mágico chelista Anner Bijlsma.